# لاتيسانا
لاتيسانا هي بلدة ومدينة في مقاطعه أوديني، في منطقة فريولي فينيتسا جوليا في شمال شرق إيطاليا، على نهر تاليامنتو.

## تاريخ
ربما كانت المدينة محطة بريد رومانية (مانسيو أبيسيليا) على طريق أنيا الذي ربط كونكورديا بأكويليا. تم ذكر المدينة لأول مرة في عام 1072، وأصبحت ميناء نهرياً مهماً في القرنين الثاني والثالث عشر، وهي معروفة بشكل خاص بتجارة الملح، تحت ولاية غوريزيا. وفي القرن الثاني عشر أصبحت بلدية مستقلة، ضمتها جمهورية البندقية عام 1420.
انخفضت التجارة في السنوات الأخيرة من جمهورية البندقية، واستحوذت الإمبراطورية النمساوية على المدينة بموجب معاهدة كامبو فورميو (1797) في عام 1814، وأصبحت جزءاً من العميلة مملكة لومباردي - فينيتيا، وفي عام 1866، أصبحت جزءاً من مملكة إيطاليا المشكلة حديثاً. خلال حرب القرن العشرين تعرضت لأضرار جسيمة، خاصة في قصف 19 مايو عام 1944 الذي دمر المركز التاريخي. تسببت فيضانات تاليامنتو في عامي 1965 و 1966 بأضرار أخرى.

## المدن التوأم
توأمت لاتيسانا مع:
- ريشينو أن دير راكس، النمسا، منذ 2005

## المعالم السياحية الرئيسية
أعيد بناء الكاتدرائية (دومو) في القرن السابع عشر فوق صرح 1504 القديم. عوامل الجذب الرئيسية هي اللوحة القماشية التي تصور معمودية يسوع ( 1567) بواسطة باولو فيرونيزي والصليب الخشبي (1566) لأندريا فوسكو. الجوقة بها تجلى (1591) لماركو مورو والمذبح الأول على اليسار لدية عائله مقدسة في القديسين لجيوفان باتيستا غراسي (1568).

## وسائل النقل
- محطة سكة حديد لاتيسانا ليجنانو بيبيوني

## رابط خارجي
- الموقع الرسمي نسخة محفوظة 1 فبراير 2011 على موقع واي باك مشين.